# IC 4068
IC 4068 ist eine Galaxie vom Hubble-Typ S im Sternbild Jagdhunde am Nordsternhimmel. Sie ist schätzungsweise 470 Millionen Lichtjahre von der Milchstraße entfernt.
Das Objekt wurde am 21. März 1903 von Max Wolf entdeckt.